# Siervas del Santuario
La Congregación de las Hermanas Siervas del Santuario (oficialmente en italiano: Istituto delle Suore Ancelle del Santuario) es una congregación religiosa católica femenina de derecho pontificio, fundada por el religioso italiano Giuseppe Masnini De Cornati, en Piacenza, en 1882. A las religiosas de este instituto se les conoce como siervas del Santuario.

## Historia
La congregación fue fundada por el canónigo Giuseppe Masnini De Cornati de la diócesis de Piacenza, en 1882, con el fin de educar a los jóvenes y asistir a los enfermos. En 1884 inició, prácticamente, la actividad pastoral de las primeras religiosas, en el convicto Nazareno de Piacenza. El 21 de noviembre de ese mismo año tomó el hábito el primer grupo de siervas del Santuario. Trasladado a Terlizzi el fundador, las religiosas viajaron con él para hacerse cargo del asilo para mendigos De Napoli. En 1911, el instituto levantó en esa misma ciudad la primera curia general.
A la muerte del fundador, acaecida en 1902, Giuseppina Massini, hermana del mismo, se hizo cargo de la dirección de la congregación. Fue la primera superiora general del instituto. Durante el gobierno de la segunda superiora general, Carmela Ludretti, el instituto recibió la aprobación pontifica (1930). Mientras que la tercera superiora general, Vicenta Altamura, trasladó la casa general a Roma y abrió el instituto a los cambios del Concilio Vaticano II.

## Organización
La Congregación de las Hermanas Siervas del Santuario es un instituto religioso centralizado, cuyo gobierno es ejercido por una superiora general a la que sus miembros llaman Madre. En el gobierno, la Madre general es coadyuvada por su consejo, elegido para un periodo de seis años. La sede central se encuentra en Roma.
Las siervas del Santuario se dedican a la educación y formación cristiana de la juventud y a la atención sanitaria de ancianos y enfermos, en centros hospitalarios, clínicas y a domicilio. Su espiritualidad se basa en la vivencia del amor de Dios a imitación de la Virgen María. En 2015 eran unas 54 religiosas distribuidas en 12 comunidades, presentes en Ecuador e Italia.